# Eleições legislativas de 2019 em Almada

## Resultados Oficiais
| Partido                 | Partido                              | Votos   | %               | +/-  |
| ----------------------- | ------------------------------------ | ------- | --------------- | ---- |
|                         | Partido Socialista                   | 32 458  | 38,92 / 100,00  | 3,06 |
|                         | Partido Social Democrata             | 13 186  | 15,81 / 100,00  | -    |
|                         | CDU - Coligação Democrática Unitária | 11 749  | 14,09 / 100,00  | 2,23 |
|                         | Bloco de Esquerda                    | 9 903   | 11,87 / 100,00  | 0,39 |
|                         | Pessoas–Animais–Natureza             | 4 127   | 4,95 / 100,00   | 2,84 |
|                         | CDS – Partido Popular                | 2 502   | 3,00 / 100,00   | -    |
|                         | CHEGA!                               | 1 284   | 1,54 / 100,00   | Novo |
|                         | LIVRE                                | 1 246   | 1,49 / 100,00   | 0,42 |
|                         | Iniciativa Liberal                   | 1 147   | 1,38 / 100,00   | Novo |
|                         | Outros (com menos de 1,00%)          | 2 901   | 3,47 / 100,00   |      |
| Votos Inválidos         | Votos Inválidos                      | 2 893   | 3,47 / 100,00   | 0,31 |
| Total                   | Total                                | 83 396  | 100,00 / 100,00 |      |
| Eleitorado/Participação | Eleitorado/Participação              | 150 611 | 55,37 / 100,00  | 4,12 |

## Resultados por Freguesia
Os resultados seguintes referem-se aos partidos que obtiveram mais de 1,00% dos votos:
| Freguesia                                  | %     | %     | %     | %     | %    | %    | %    | %    | %    | Votantes |
| Freguesia                                  | PS    | PSD   | CDU   | BE    | PAN  | CDS  | CH   | L    | IL   | Votantes |
| ------------------------------------------ | ----- | ----- | ----- | ----- | ---- | ---- | ---- | ---- | ---- | -------- |
| Almada, Cova da Piedade, Pragal e Cacilhas | 37,78 | 15,20 | 16,50 | 12,84 | 4,72 | 2,76 | 1,19 | 1,79 | 1,27 | 25 958   |
| Caparica e Trafaria                        | 43,51 | 12,23 | 15,64 | 10,45 | 4,60 | 2,96 | 1,41 | 1,20 | 0,88 | 10 627   |
| Charneca de Caparica e Sobreda             | 36,27 | 19,62 | 10,84 | 11,39 | 5,35 | 3,61 | 1,84 | 1,59 | 1,88 | 23 002   |
| Costa de Caparica                          | 37,68 | 20,72 | 9,46  | 11,22 | 6,15 | 3,74 | 1,30 | 1,41 | 1,54 | 6 361    |
| Laranjeiro e Feijó                         | 41,68 | 12,15 | 15,54 | 12,20 | 4,53 | 2,32 | 1,81 | 1,16 | 1,10 | 17 808   |
| Almada                                     | 38,92 | 15,81 | 14,09 | 11,87 | 4,95 | 3,00 | 1,54 | 1,49 | 1,38 | 83 396   |

#### Almada, Cova da Piedade, Pragal e Cacilhas
| Partido                 | Partido                              | Votos  | %               | +/-  |
| ----------------------- | ------------------------------------ | ------ | --------------- | ---- |
|                         | Partido Socialista                   | 9 672  | 37,78 / 100,00  | 0,57 |
|                         | CDU - Coligação Democrática Unitária | 4 224  | 16,50 / 100,00  | 1,28 |
|                         | Partido Social Democrata             | 3 890  | 15,20 / 100,00  | -    |
|                         | Bloco de Esquerda                    | 3 287  | 12,84 / 100,00  | 0,64 |
|                         | Pessoas–Animais–Natureza             | 1 209  | 4,72 / 100,00   | 2,83 |
|                         | CDS – Partido Popular                | 706    | 2,76 / 100,00   | -    |
|                         | LIVRE                                | 457    | 1,79 / 100,00   | 0,64 |
|                         | Iniciativa Liberal                   | 326    | 1,27 / 100,00   | Novo |
|                         | CHEGA!                               | 305    | 1,19 / 100,00   | Novo |
|                         | Outros (com menos de 1,00%)          | 774    | 3,02 / 100,00   |      |
| Votos Inválidos         | Votos Inválidos                      | 748    | 2,92 / 100,00   | 0,13 |
| Total                   | Total                                | 25 598 | 100,00 / 100,00 |      |
| Eleitorado/Participação | Eleitorado/Participação              | 44 048 | 58,11 / 100,00  | 3,76 |

#### Caparica e Trafaria
| Partido                 | Partido                                         | Votos  | %               | +/-  |
| ----------------------- | ----------------------------------------------- | ------ | --------------- | ---- |
|                         | Partido Socialista                              | 4 624  | 43,51 / 100,00  | 6,37 |
|                         | CDU - Coligação Democrática Unitária            | 1 662  | 15,64 / 100,00  | 3,67 |
|                         | Partido Social Democrata                        | 1 300  | 12,23 / 100,00  | -    |
|                         | Bloco de Esquerda                               | 1 111  | 10,45 / 100,00  | 1,12 |
|                         | Pessoas–Animais–Natureza                        | 489    | 4,60 / 100,00   | 2,33 |
|                         | CDS – Partido Popular                           | 315    | 2,96 / 100,00   | -    |
|                         | CHEGA!                                          | 150    | 1,41 / 100,00   | Novo |
|                         | LIVRE                                           | 128    | 1,20 / 100,00   | 0,20 |
|                         | Partido Comunista dos Trabalhadores Portugueses | 113    | 1,06 / 100,00   | 0,70 |
|                         | Outros (com menos de 1,00%)                     | 350    | 3,28 / 100,00   |      |
| Votos Inválidos         | Votos Inválidos                                 | 385    | 3,62 / 100,00   | 0,42 |
| Total                   | Total                                           | 10 627 | 100,00 / 100,00 |      |
| Eleitorado/Participação | Eleitorado/Participação                         | 21 866 | 48,60 / 100,00  | 5,04 |

#### Charneca de Caparica e Sobreda
| Partido                 | Partido                              | Votos  | %               | +/-  |
| ----------------------- | ------------------------------------ | ------ | --------------- | ---- |
|                         | Partido Socialista                   | 8 343  | 36,27 / 100,00  | 3,84 |
|                         | Partido Social Democrata             | 4 514  | 19,62 / 100,00  | -    |
|                         | Bloco de Esquerda                    | 2 619  | 11,39 / 100,00  | 1,14 |
|                         | CDU - Coligação Democrática Unitária | 2 494  | 10,84 / 100,00  | 1,99 |
|                         | Pessoas–Animais–Natureza             | 1 231  | 5,35 / 100,00   | 3,17 |
|                         | CDS – Partido Popular                | 830    | 3,61 / 100,00   | -    |
|                         | Iniciativa Liberal                   | 433    | 1,88 / 100,00   | Novo |
|                         | CHEGA!                               | 423    | 1,84 / 100,00   | Novo |
|                         | LIVRE                                | 365    | 1,59 / 100,00   | 0,50 |
|                         | Aliança                              | 256    | 1,11 / 100,00   | Novo |
|                         | Outros (com menos de 1,00%)          | 646    | 2,81 / 100,00   |      |
| Votos Inválidos         | Votos Inválidos                      | 848    | 3,68 / 100,00   | 0,12 |
| Total                   | Total                                | 23 002 | 100,00 / 100,00 |      |
| Eleitorado/Participação | Eleitorado/Participação              | 38 600 | 59,59 / 100,00  | 4,14 |

#### Costa da Caparica
| Partido                 | Partido                              | Votos  | %               | +/-  |
| ----------------------- | ------------------------------------ | ------ | --------------- | ---- |
|                         | Partido Socialista                   | 2 397  | 37,68 / 100,00  | 3,63 |
|                         | Partido Social Democrata             | 1 318  | 20,72 / 100,00  | -    |
|                         | Bloco de Esquerda                    | 714    | 11,22 / 100,00  | 0,46 |
|                         | CDU - Coligação Democrática Unitária | 602    | 9,46 / 100,00   | 1,62 |
|                         | Pessoas–Animais–Natureza             | 391    | 6,15 / 100,00   | 3,32 |
|                         | CDS – Partido Popular                | 238    | 3,74 / 100,00   | -    |
|                         | Iniciativa Liberal                   | 98     | 1,54 / 100,00   | Novo |
|                         | LIVRE                                | 90     | 1,41 / 100,00   | 0,26 |
|                         | CHEGA!                               | 83     | 1,30 / 100,00   | Novo |
|                         | Outros (com menos de 1,00%)          | 215    | 3,38 / 100,00   |      |
| Votos Inválidos         | Votos Inválidos                      | 215    | 3,38 / 100,00   | 0,65 |
| Total                   | Total                                | 6 361  | 100,00 / 100,00 |      |
| Eleitorado/Participação | Eleitorado/Participação              | 12 192 | 52,17 / 100,00  | 5,65 |

#### Laranjeiro e Feijó
| Partido                 | Partido                              | Votos  | %               | +/-  |
| ----------------------- | ------------------------------------ | ------ | --------------- | ---- |
|                         | Partido Socialista                   | 7 422  | 41,68 / 100,00  | 3,86 |
|                         | CDU - Coligação Democrática Unitária | 2 767  | 15,54 / 100,00  | 2,81 |
|                         | Bloco de Esquerda                    | 2 172  | 12,20 / 100,00  | 0,44 |
|                         | Partido Social Democrata             | 2 164  | 12,15 / 100,00  | -    |
|                         | Pessoas–Animais–Natureza             | 807    | 4,53 / 100,00   | 2,55 |
|                         | CDS – Partido Popular                | 413    | 2,32 / 100,00   | -    |
|                         | CHEGA!                               | 323    | 1,81 / 100,00   | Novo |
|                         | LIVRE                                | 206    | 1,16 / 100,00   | 0,23 |
|                         | Iniciativa Liberal                   | 196    | 1,10 / 100,00   | Novo |
|                         | Outros (com menos de 1,00%)          | 641    | 3,60 / 100,00   |      |
| Votos Inválidos         | Votos Inválidos                      | 697    | 3,92 / 100,00   | 0,56 |
| Total                   | Total                                | 17 808 | 100,00 / 100,00 |      |
| Eleitorado/Participação | Eleitorado/Participação              | 34 395 | 51,77 / 100,00  | 4,35 |